# Gare de Carcassonne
Gare de Carcassonne – stacja kolejowa w Carcassonne, w regionie Oksytania (departament Aude), we Francji. Znajduje się na linii Bordeaux – Sète i Carcassonne – Rivesaltes (która tylko na odcinku Carcassonne – Quillan jest używana przez TER Languedoc-Roussillon).

## Historia
Stacja jest położona na północ od centrum w pobliżu brzegu Canal du Midi. Została zbudowana w 1857 przez Compagnie des Chemins de fer du Midi. Jej architektura jest klasycznym korpusem budynku, któremu towarzyszą dwa skrzydła, z zegarem z przodu.

## Połączenia
- Bordeaux
- Bruksela
- Cerbère
- Dijon
- Lille
- Limoux
- Lyon
- Marsylia
- Narbona
- Nicea
- Quillan
- Paryż
- Perpignan
- Tuluza